# Five Gentlemen
Die Five Gentlemen sind ein Leipziger Vokalensemble.
Gegründet wurde die Formation im Jahr 1994 unter dem Namen The Gentlemen. Die Gründungsmitglieder Falko Thümmler, Tobias Leißner und Andreas Konrath waren ehemalige Mitglieder des Dresdner Kreuzchores. Während ihrer Abiturzeit am Zwickauer Clara-Wieck-Gymnasium fanden sie sich mit Matthias Mehnert zunächst als Vokalquartett zusammen, ab 1995 erweiterte sich das Ensemble auf fünf Mitglieder, indem Gregor Meyer als Pianist hinzukam.
Seit 1994 pflegt das Ensemble vornehmlich die Musik der 1920er- und 1930er-Jahre. Eine große Anzahl von Arrangements der Comedian Harmonists und anderer Schlager dieser Zeit finden sich im Repertoire der Five Gentlemen. Im Jahr 1998 wurde die Gruppe in Five Gentlemen umbenannt. Zahlreiche Engagements führten die Five Gentlemen in fast alle Regionen Deutschlands und in führende Konzerthäuser der Bundesrepublik, wie beispielsweise in die Komische Oper Berlin und das Konzerthaus Berlin oder in das Leipziger Gewandhaus, sowie in das Ausland bis hin nach China, Indien, Neuseeland, Australien und Kanada.

## Besetzung
- Michael Schaffrath (1. Tenor) (seit 2011)
- Matthias Mehnert (2. Tenor) (seit 1994)
- Tobias Leißner (Bariton) (seit 1994)
- Andreas Konrath (Bass) (seit 1994)
- Hans-Richard Ludewig (Pianist)

### Frühere Mitglieder
- Christoph Wiatre (Pianist) (2013–2019)
- Christian Nolte (Pianist) (2012–2013)
- Gregor Meyer (Pianist) (1995–2011)
- Falko Thümmler (Tenor) (1994–2010)

## Diskografie
- Gemüse, Gemüse (2009)
- Sommersprossen (2004)
- Verliebt in Harmonien (1998)